# Jean-Christophe Lagarde
Jean-Christophe Lagarde (Châtellerault, Vienne 24 oktober 1967) is een Frans politicus. Hij werd op 13 november 2014 voorzitter van de Union des démocrates et indépendants (UDI).

## Biografie
Lagarde behoorde in 1987 tot het campagneteam van presidentskandidaat Raymond Barre. In 1989 werd hij in de gemeenteraad van Drancy gekozen en een jaar later trad hij toe tot het christendemocratische Centre des démocrates sociaux (CDS). Hij werd nog in datzelfde jaar gekozen tot voorzitter van de jeugdafdeling van het CDS in het departement Seine-Saint-Denis. In 1996 werd hij nationaal voorzitter van de jeugdafdeling van het CDS en van 1998 tot 2001 was hij voorzitter van de Jeunes UDF.
In 1998 werd Lagarde in de Regionale Raad van Île-de-France gekozen. Hij werd in 2001 burgemeester van Drancy. Lagarde werd in 2002 lid van de Nationale Vergadering voor het Ve district van het departement Seine-Saint-Denis en maakte tot de opheffing van de Union pour la démocratie française (UDF) deel uit van haar fractie. In 2004 stemde hij tegen de controversiële wet die religieuze symbolen in de openbare ruimte verbood. In 2004 en 2005 viel hij als fractielid van de UDF op vanwege zijn afwijkende stemgedrag door tegen de uitbreiding van de Europese Unie (hij vreesde onbestuurbaarheid van de EU) en tegen de Europese conceptgrondwet (vond de tijd nog niet rijp voor een grondwet) te stemmen.
Lagarde werd op 1 december 2006 gekozen tot plaatsvervangend voorzitter van de Nationale Vergadering en werd daarmee de jongste vicevoorzitter van het Franse lagerhuis ooit.
Tijdens de campagne van François Bayrou, de voorzitter van de UDF, voor het presidentschap in 2007, trad Lagarde op als diens woordvoerder. Na de uitschakeling van Bayrou distantieerde hij zich van hem en sloot hij zich niet aan bij de Mouvement démocrate (MoDem), de formele opvolger van de UDF, maar bij het Nouveau Centre (NC), een partij die zich, anders dan MoDem, kritisch opstelde tegenover samenwerking met de Parti socialiste (PS). In 2011 viel Lagarde wederom op vanwege afwijkend stemgedrag ten opzichte van zijn fractie: als enige lid van het NC in de Nationale Vergadering stemde hij tegen het wetsvoorstel van de Franse regering om het huwelijk te definiëren als een verbintenis van man en vrouw.
In 2012 trad Lagarde uit het NC omdat de partij in zijn ogen te weinig ruimte liet voor oud-leden van het CDS en richtte hij met medestanders de Force européenne démocrate (FED), een christendemocratische en centristische politieke partij. Lagarde zelf werd tot eerste voorzitter gekozen. In november van dat jaar sloot de FED zich aan bij de nieuw opgerichte Union des démocrates et indépendants (UDI).
In 2013 behoorde hij tot de minderheid van zijn fractie die vóór het huwelijk van mensen van gelijke sekse stemde.
Op 13 november 2014 werd Lagarde met 53,49% van de stemmen gekozen tot voorzitter van de UDI en volgde hij hiermee Jean-Louis Borloo op. Als voorzitter van de UDI zocht hij, meer dan zijn voorganger, toenadering tot Les Républicains van oud-president Nicolas Sarkozy.
Op 27 juni 2015 werd hij als partijleider van de FED opgevolgd door Hervé Marseille. Daarna werd Lagarde vicevoorzitter van de FED.
Lagarde overwoog om zich kandidaat te stellen voor de presidentsverkiezingen van 2017, mits hij gesteund werd door MoDem.

## Privé
Lagarde is getrouwd met Aude Lavail-Lagarde, oud-lid van de UDF en thans locoburgemeester van Drancy en lid van de Regionale Raad van Île-de-France. Het echtpaar heeft vier kinderen.